# 兴安街道 (安丘市)
兴安街道是中国山东省潍坊市安丘市下辖的一个街道。

## 行政区划
兴安街道下辖城北居委会、宋家园居委会、庄头居委会、南关头居委会、西巷子居委会、硝市居委会、城里居委会、北关居委会、西关居委会、东场街居委会、韩家后居委会、东小关居委会、东南街居委会、东关居委会、烟市街居委会、大城埠居委会、前十二户居委会、谢家村居委会、小近戈庄居委会、三里庄居委会、三里店子居委会、南三里庄居委会、老庄子居委会、小庄子居委会、马家坟居委会、三合居委会、朱家田戈居委会、张家田戈居委会、周家田戈居委会、小城埠居委会、赵家村居委会、逯家村居委会、魏家村居委会、韩家村居委会、王家五里河居委会、务稼庄居委会、小东场居委会、马家楼居委会、孟五里居委会、大近戈庄村、辛庄子村、田家林村、前七里沟村、七里沟村、凉水湾头村、七里庄村、辛家窑村、北新村、石庙子村、周家庄村、田家庄村、西小河崖村、道口村、南新村、冢子坡村、金家庄村、小辛庄村、王家十里河村、小韩家十里村、大韩家十里村、山东头村、李家十里河村、甘石桥村、朱家埠村、高家埠村、韩家埠村、张家楼村、曹家楼村、小石泉村、大石泉村、水码头村、韩家庄村、邹家坊子村、杨家峪村、亓家庄村、七里河村、东大庄村、西大庄村、张家小官庄村、田家官庄村、苇园村、十里铺村、沈家十里河村、陈家十里河村、孙家十里河村、王家楼村、马家庄村、郝家庄村、张家五里河村、白芬子村、河南村、东马家庄子村、西南庄村、苏戈庄村、西辛庄村、太平官庄村、罗家庄村、南老庄子村、殷家洼村、孙家小庄村、李家小庄村、三十里铺村、前相戈村、后相戈村、南曹家楼村、周家庄子村、探柳庄村、邹家洼村、关王庙村、霹雷山村、肖家庄子村、西营村、南营村、赶牛路村、泉子崖村、大东营村、小东营村、近家营村、大山村、东羊埠村、西羊埠村、大石戈村、小石戈村、四海村、黄家坡村、大黑埠村、小黑埠村、林家屯村、金山村、椿树沟村、海岱村、马留店村、马留屯村、马家营子村、谢家营村、赵家官庄村、店东营村、李家庄子村、任家圈村、新安泰村、柳行村、十五里后村、阡里村、马连埠村、小尖子埠村、南辛庄子村、陈家埠村、刘家峪村、瓦子查村、大尖子埠村、南葫芦埠村、北葫芦埠村、西马家庄子村、曹家庄子村、西苇园村、郑家夏庄村、周家夏庄村。